# Хедвиг-Вејерсов синдром
Хедвиг-Вејерсов синдром (ХВС) је наследни мезоектодермални развојни поремећај присутан од рођења. ХВС карактерише ретка комбинација улнарних и фибуларних дефеката (ређе) повезаних са смањеним сегментима грудне кости, антекубиталним птеригијом и урођеним малформацијама бубрега и слезине. Варијабилне карактеристике укључују расцеп усне и непца, хипоплазију максиларног ткива, деформитете зуба и хипопластични акромијални крај клавикуле.

## Назив
Хедвиг-Вејерсов синдром носи назив по научницима који су га први описали: Поли Хедвиг, немачком биологу и Хелмуту Вајерсу, немачком педијатру и педонтологу.

## Клиничка слика
Клиничку слику ХВС карактерише:
Аанкилоза лакта (при флексији или савијењу руке), коју карактерише:
- низак раст.
- мање или више значајно ограничење покрета
- апсолутна немогућност извођења покрета зглоба који је физиолошки (природно) покретљив.

- анкилозу код ХВС која је скоро увек неповратна поремећај не треба мешати са изразом укоченост, који је пролазни феномен.

Малформације као што је недовољан развој одређених костију као што су улна и оне на прстима.
Расцеп непца (код појединих пацијената) , повезан са малформацијама грудне кости и бубрега.